# Crispina
Crispina o Brúcia Crispina (en llatí Bruttia Crispina) va ser una dama romana coneguda per ser consort de l'emperador Còmmode.
Era filla de Gai Bruci Present (Gaius Bruttius Praesens) i es va casar amb l'emperador Còmmode l'any 177. El sofista Juli Pòl·lux va compondre un epitalami per a aquesta ocasió. Va ser infidel al seu marit i va ser acusada probablement per Ànnia Lucil·la, germana de Còmmode, que se'n va divorciar uns anys després del matrimoni i la va desterrar a l'illa de Capreae on va ser assassinada poc després.